# Fausto Bordalo Dias
Carlos Fausto Bordalo Gomes Dias (* 26. November 1948 in Vila Franca das Naves; † 1. Juli 2024) war ein portugiesischer Liedermacher, Folksänger, Protestsänger und Komponist.
Er wurde in Portugal meist nur Fausto genannt und gilt als einer der bekanntesten Liedermacher und Protestsänger aus der Zeit nach der Nelkenrevolution 1974, neben Namen wie José Afonso, Sérgio Godinho, José Mário Branco oder Vitorino Salomé, die mehrfach zusammen auftraten und aufnahmen.

## Leben
Fausto Bordalo Dias wurde am 26. November 1948 auf dem Paketschiff Pátria geboren, einem Passagierschiff zwischen der portugiesischen „Überseeprovinz“ Angola und dem Mutterland. Seine Familie registrierte ihn am 5. Dezember 1948 in Vila Franca das Naves, das seither als sein Geburtsort angegeben wird.
Er ging als Kleinkind mit seiner Familie nach Angola, wo er Kindheit und Jugend in Nova Lisboa (heute Huambo) verbrachte und mit Mitschülern die Musikgruppe Os Rebeldes gründete, wo er lokale Musikstile, aber bereits auch Einflüsse traditioneller Musik aus der portugiesischen Beira-Region verarbeitete.

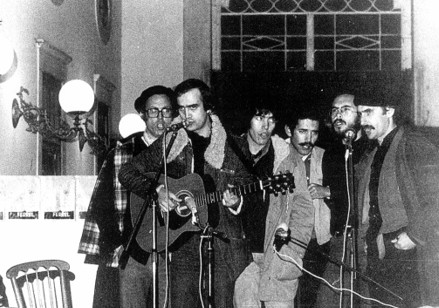
Fausto Bordalo Dias 1979, an Gitarre und Mikrofon (mit José Afonso, links von ihm, Sérgio Godinho, rechts von ihm, und Vitorino Salomé, ganz rechts)

1968 kam er zum Studium nach Lissabon, wo er Politikwissenschaft am Instituto Superior de Ciências Sociais e Política Ultramarina (heute die sozial- und politikwissenschaftliche Fakultät der Technischen Universität Lissabon) studierte. Noch als Student nahm er seine ersten Schallplatten auf. Einer ersten 7″-EP 1969 folgte 1970 seine erste volle LP, beide bei der portugiesischen Niederlassung der Philips veröffentlicht. Er reihte sich mit seinen kritischen Texten in die Reihe der Liedermacher und Protestsänger ein, die durch metaphorische und poetische Texte und mittels Anspielungen und Wortspielen der Zensur der Estado-Novo-Diktatur trotzten, insbesondere José Afonso und Adriano Correia de Oliveira.
Nachdem er für seine erste 7″-EP 1969 vom Radioprogramm Página 1 des Rádio Renascença mit dem Preis der besten Neuentdeckung ausgezeichnet wurde, wandte er sich verstärkt einer Laufbahn als Musiker zu. Er engagierte sich zunehmend in der oppositionellen Studentenbewegung, trat häufig mit José Afonso, Adriano Correia de Oliveira und Manuel Freire auf und gastierte in Ländern wie Spanien, Frankreich, Großbritannien und Deutschland, meist auf Gastspielreisen mehrerer portugiesischer Liedermacher. 1972 wurde er zum Präsidenten der Studentenvereinigung seiner Fakultät gewählt, jedoch war ihm dieses Amt auf Grund seiner offenen Opposition zu Regierungschef Marcelo Caetano untersagt worden. Seine Weigerung, den Wehrdienst in den Portugiesischen Kolonialkriegen abzuleisten, führte zum Abbruch seines Studiums und zu seinem Abtauchen in den Untergrund.
Das Musiklabel Orfeu von Arnaldo Trindade, das mehrere oppositionelle Liedermacher unter Vertrag hatte, motivierte ihn, seine zweite LP aufzunehmen. Teils in Madrid aufgenommen, arbeitete er bei P'ro Que Der E Vier (Für das, was ist und was da kommen mag) mit Musikern wie José Afonso, Adriano Correia de Oliveira, Vitorino Salomé, Júlio Pereira, José Niza und anderen zusammen und vertonte neben eigenen Texten auch solche von Alexandre O’Neill, Eugénio de Andrade, Mário-Henrique Leiria und anderen. Es entstand in Teilen vor, überwiegend aber bereits nach der Nelkenrevolution, so dass es bereits vom Enthusiasmus des Umbruchs geprägt ist. Die Ernüchterung über den weiteren Verlauf der Revolution, die ihren Idealismus in der Richtungssuche zwischen den ideologischen Fronten des Kalten Kriegs zu verlieren begann, prägte 1975 dann Faustos drittes Album, Um Beco Com Saída (Eine Sackgasse mit Ausweg). Dieses war bereits durch eine erste stärkere Hinwendung zu traditioneller portugiesischer Musik geprägt, was in seinen nächsten Alben noch deutlicher werden sollte.

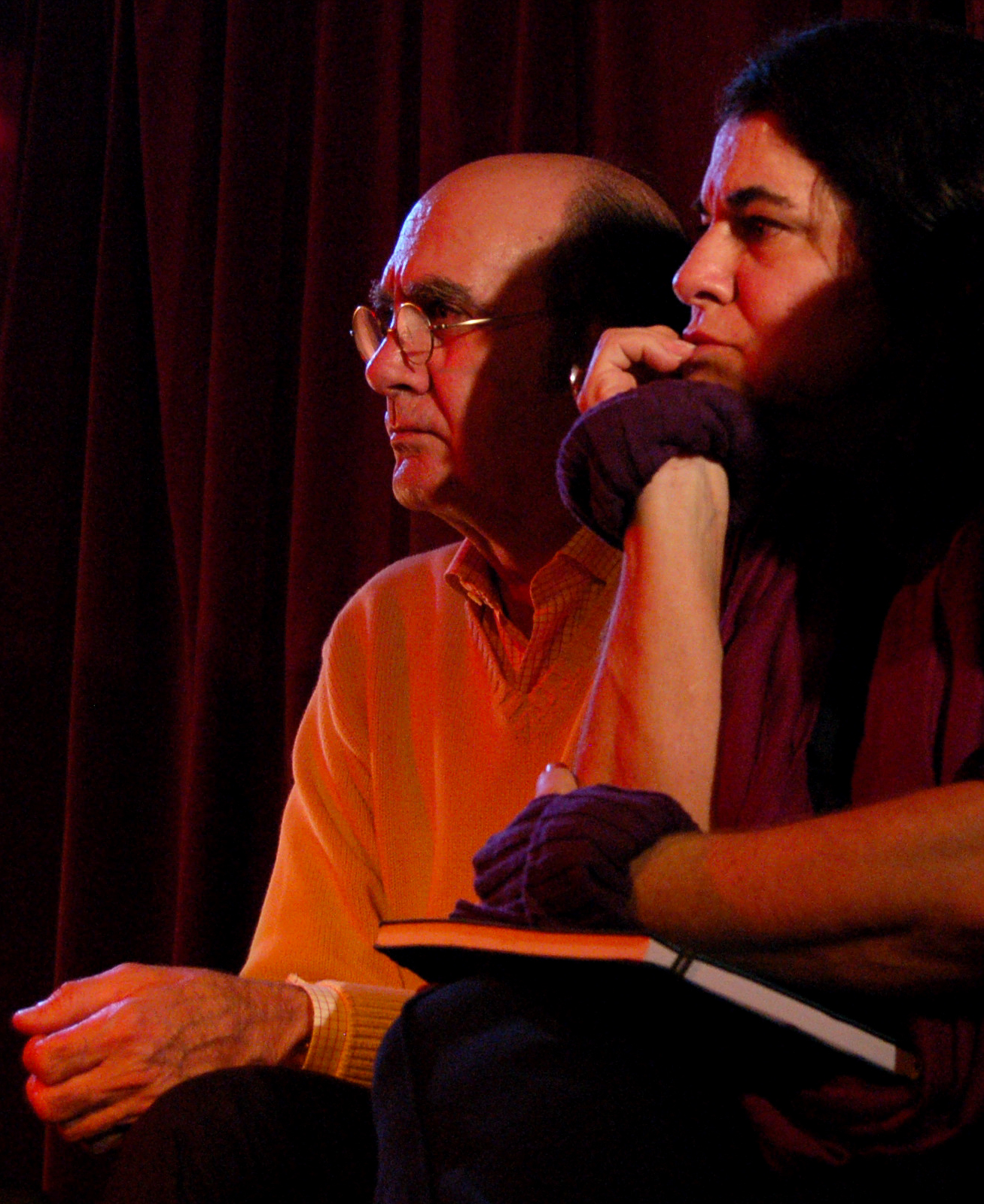
Fausto Bordalo Dias (links, 2010)

Nach Ende der Diktatur gehörte Fausto zunächst weiter zu den aktivsten Liedermachern seiner Generation, und Alben wie Madrugada Dos Trapeiros (1977, mit dem bekannten Stück Rosalinda) erlangten einige Aufmerksamkeit. Seine zunehmende gesellschaftspolitische Ernüchterung führte Ende der 1970er Jahre dann aber zu einer verstärkten Hinwendung zu anderen Themen, insbesondere den portugiesischen Entdeckungsreisen seit dem 15. Jahrhundert, ohne seinen sozialkritischen Blick dabei zu verlieren, auf Alben wie Histórias De Viageiros (Geschichten von Reisenden, 1979) besonders deutlich. Nach ähnlichem Muster konzipierte er 1982 sein Album Por Este Rio Acima (Diesen Fluss hoch). Mit einer Reihe Musikern wie Júlio Pereira, Rão Kyao u. a. eingespielt, beschäftigte er sich hier mit den bekannten Memoiren des Seefahrers Fernão Mendes Pinto († 1583). Das Album wurde sein größter Erfolg und prägte in seinem musikalischen Stil das Bild, das er seither als Liedermacher in Portugal hat, insbesondere durch seine kreative Verwendung populärer nordportugiesischer Rhythmen in Liedern wie O barco vai de saída, A guerra é a guerra und vor allem Navegar, navegar.
Mit seinen folgenden Alben blieb er erfolgreich und etablierte sich als ein renommierter Name der portugiesischen Musik. So beschrieb er auf O Despertar Dos Alquimistas (Das Erwachen der Alchimisten, 1985) sein Land nach der Nelkenrevolution, und für Para Além Das Cordilheiras gewann er 1989 den portugiesischen Schallplattenpreis José Afonso.
1994 wurde ihm der portugiesische Freiheitsorden (Ordem da Liberdade) im Offiziersrang verliehen.
Auf seinem Doppel-Album Atrás Dos Tempos Vêm Tempos (Hinter den Zeiten kommen Zeiten) veröffentlichte er 1996 Neuaufnahmen alter Stücke und erhielt dafür eine Goldene Schallplatte (über 20.000 verkaufte Exemplare). Er spielte immer wieder Konzerte, darunter ein besonders beachtetes am 8. Juli 1997 im Lissabonner Centro Cultural de Belém anlässlich des 500. Jahrestags der Abfahrt Vasco da Gamas von dort zu seiner bahnbrechenden Entdeckung des Seewegs nach Indien. Sein erstes Livealbum veröffentlichte Fausto 1999 mit Grande Grande É A Viagem (Die Reise ist lang und groß).
Mit A Ópera Mágica Do Cantor Maldito (Die magische Oper des verfluchten Sängers) richtete er 2003 einen aktualisierten Blick auf die Geschichte Portugals seit der Nelkenrevolution.
2009 nahm er mit Três Cantos: Ao Vivo (Drei Gesänge: live) mit seinen alten Weggefährten Sérgio Godinho und José Mário Branco ein Livealbum auf, 2011 folgte mit Em Busca Das Montanhas Azuis (Auf der Suche nach den blauen Bergen) sein letztes Album.
Er starb am 1. Juli 2024 im Alter von 75 Jahren.

## Diskografie (Alben)
- 1970: Fausto (Philips)
- 1974: P'ro Que Der E Vier (Orfeu)
- 1975: Um Beco Com Saída (Orfeu)
- 1975:  Cantigas De Ida E Volta (Orfeu), mit Sérgio Godinho, Vitorino Salomé und Sheila Charlesworth
- 1977: Madrugada Dos Trapeiros (Orfeu)
- 1978:  A Confederação (Diapasão), mit José Mário Branco und Sérgio Godinho
- 1979: Histórias De Viageiros (Orfeu)
- 1982: Por Este Rio Acima (Triângulo)
- 1985: O Despertar Dos Alquimistas (CBS)
- 1987: Para Além Das Cordilheiras (CBS)
- 1989: A Preto E Branco (CBS)
- 1994: Crónicas Da Terra Ardente (Columbia)
- 1994: O Melhor Dos Melhores (Movieplay), Best-of-Zusammenstellung
- 1996: Atrás Dos Tempos Vêm Tempos (Columbia)
- 1999: Grande Grande É A Viagem (Columbia), Live-Album
- 2003: A Ópera Mágica Do Cantor Maldito (Columbia)
- 2007: 18 Canções De Amor E Mais Uma De Ressentido Protesto (Sony), Doppel-CD, Best-of-Zusammenstellung
- 2009:  Três Cantos: Ao Vivo (EMI), Live-Album mit Sérgio Godinho und José Mário Branco
- 2011: Em Busca Das Montanhas Azuis (Universal)

## Filmografie (Filmmusik)
- 1978: A Confederação: O Povo É Que Faz a História; Regie: Luís Galvão Teles
- 1979: Entre Marido e Mulher... (Fernseh-Miniserie)
- 1980: Bericht über die Ereignisse in Guinea (Acto dos Feitos da Guiné); Regie: Fernando Matos Silva
- 1981: Guerra do Mirandum; Regie: Fernando Matos Silva
- 1986: Fernão, Mentes? (Fernsehfilm); Regie: Helder Duarte
- 2017: Peregrinação; Regie: João Botelho